# Sehol se otthon
A Sehol se otthon (eredeti cím: A Complete Unknown) 2024-ben bemutatott amerikai életrajzi zenés filmdráma, amelyet Jay Cocksszal közösen írt forgatókönyve alapján James Mangold rendezett, Bob Dylan amerikai énekes-dalszerző életéről. A projekt Elijah Wald 2015-ös Dylan Goes Electric! című könyve alapján készült, és Dylan első folkzenei sikereit mutatja be egészen az elektromos hangszerek használata körüli jelentős vitákig. A főbb szerepekben Timothée Chalamet (producer is), Edward Norton, Elle Fanning, Monica Barbaro, Boyd Holbrook, Dan Fogler, Norbert Leo Butz, Eriko Hatsune, Big Bill Morganfield, Will Harrison és Scoot McNairy látható. A film címe Dylan 1965-ös „Like a Rolling Stone” című kislemezének refrénjéből származik.
Világpremierje 2024. december 10-én volt a Los Angeles-i Dolby Theatre-ben, az Amerikai Egyesült Államokban 2024. december 25-én mutatta be a Searchlight Pictures, míg Magyarországon 2025. február 6-án került a mozikba a Fórum Hungary forgalmazásában. Általánosságban pozitív visszajelzéseket kapott a kritikusoktól, és világszerte 140 millió dolláros bevételt hozott. Az American Film Institute és a National Board of Review a 2024-es év 10 legjobb filmje közé választotta, utóbbi a legjobb női mellékszereplőnek járó díjjal is jutalmazta Fanninget.
A film nyolc jelölést kapott a 97. Oscar-díjátadón, köztük a legjobb film, a legjobb rendező, a legjobb férfi főszereplő (Chalamet), a legjobb férfi mellékszereplő (Norton) és a legjobb női mellékszereplő (Barbaro) kategóriában. A 82. Golden Globe-díjátadón három, a 31. Screen Actors Guild Awardson négy, a Brit Filmakadémia díjátadón hat jelölést kapott.

## Cselekmény
1961-ben Bob Dylan stoppal eljut New Yorkba, hogy találkozhasson zenei bálványával, Woody Guthrie-val, aki Huntington-kórban haldoklik. A kórházban Dylan találkozik Guthrie-val és annak közeli barátjával, Pete Seegerrel. Dylan előad egy dalt, amit Guthrie-nak írt, amivel lenyűgözi a két folkzenészt. Pete meghívja Dylant, hogy lakjon a családjánál, és fokozatosan bevezeti őt a New York-i folk színtérbe.
Egy Joan Baez-fellépés után Pete bemutatja Dylant egy nyílt mikrofonos esten, ahol zeneipari vezetők és Albert Grossman, egy neves menedzser is jelen vannak. Dylan flörtöl Baez-zel, majd előadásával lenyűgözi a közönséget, mire Grossman azonnal felajánlja neki, hogy legyen az ügyfele. Dylan dolgozni kezd első albumán, de a kiadó rákényszeríti, hogy főként feldolgozásokat rögzítsen. Az album rosszul fogy, ami frusztrálja Dylant.
Egy koncerten Dylan megismerkedik Sylvie Russo-val, akit elbűvöl ellentmondásos nézeteivel és azzal, hogy karneválokban dolgozott. Kapcsolatuk gyorsan elmélyül, Dylan Sylvie lakásába költözik. Mielőtt Sylvie hosszabb iskolai útra indulna Európába, összevesznek: a nő nehezményezi Dylan távolságtartását és azt, hogy szándékosan titkolja múltját. Ennek ellenére bátorítja őt, hogy harcoljon saját szerzeményei kiadásáért. Amíg Sylvie távol van, Dylan a politikai és társadalmi feszültségekre építve egyre népszerűbbé válik társadalomkritikus dalszövegeivel. Ez felkelti Joan Baez figyelmét is, akivel Dylan nemcsak művészi együttműködésbe kezd, hanem viszonyt is folytat. Sylvie gyanakodni kezd, amikor látja, mennyire közel kerültek egymáshoz szakmailag, 1965-re Dylan és Sylvie szakítanak.
Bár Dylan elérte a hírnevet, nem nyerte el a művészi szabadságot, és elkeseredetten panaszkodik amiatt, hogy kénytelen megfelelni a zeneipar és a folkzenei közösség elvárásainak. A Joan Baez-zel tervezett, régóta várt turné katasztrófába torkollik: egy vita Dylan egoizmusa, illetve Baez azon követelése miatt, hogy a népszerű dalokat játsszák az új szerzemények helyett, odáig fajul, hogy Dylan a koncert közepén sétál le a színpadról. Dylan vágyát, hogy kitörjön az elvárások béklyójából, az hajtja, hogy kísérletezni kezd elektromos gitárral és rockhangszerekkel – ez pedig rendkívül megosztó lépés a folk színtéren, ahol továbbra is a letisztult, akusztikus hangzás az elfogadott. Dylan összeállítja új zenekarát, és elkezdi rögzíteni a Highway 61 Revisited című albumot. Új irányvonala különösen aggasztja a Newport Folkfesztivál szervezőbizottságát, amely Dylan-t kérte fel az 1965-ös rendezvény fő fellépőjének, de attól tartanak, hogy ott mutatja be megosztó új hangzását.
Dylan meghívja Sylvie-t a fesztiválra, abban a reményben, hogy ez segíthet fellobbantani kettejük kapcsolatát. Sylvie elfogadja a meghívást, de amikor megnéz egy duettet Dylannel és Baez-zel (It Ain’t Me Babe), ráébred, hogy sosem fogja jól érezni magát ebben a háromszögben. Megzavarodik és elhagyja a fesztivált. Dylan követi őt, Triumph motorján a kikötőig hajt, ahonnan Sylvie elhagyja a szigetet. Bár megpróbálja maradásra bírni, nem jár sikerrel, elbúcsúznak egymástól, megosztva még egy utolsó cigarettát. A szervezőbizottság megpróbálja lebeszélni Dylant arról, hogy elektromos koncertet adjon, végül még Pete Seeger is szenvedélyes kéréssel fordul hozzá, emlékeztetve, hogy ezzel nemcsak Dylan, hanem az ő életműve is veszélybe kerül. Eközben egy részeg Johnny Cash biztatja Dylant, hogy tartson ki az új irány mellett. Dylan végül kitart az elektromos koncert mellett. A közönség reakciója dühkitöréssé fajul: szidalmakat és tárgyakat dobálnak a színpadra. A szervezők – köztük Pete is – megpróbálják megszakítani a hangosítást, de Albert Grossman és Pete felesége, Toshi megakadályozzák ebben őket. Dylan először elutasítja a szervezők és Pete kérését, hogy játsszon egy hagyományos folk dalt ráadásként, de meggondolja magát, amikor Johnny Cash felajánlja neki az akusztikus gitárját.
Másnap reggel, amikor Dylan éppen elhagyja Newportot, Baez utoléri őt, és megjegyzi, hogy „győzött”, végre elérte azt a szabadságot, amit mindig is akart, el mindenki mástól. Dylan ezután utoljára látogatja meg Woody Guthrie-t, és meghallgat egy régi felvételt az egyik daláról, mielőtt motorra ülve végleg elhagyja a várost.

## Szereplők
| Szerep           | Színész                | Magyar hang |
| ---------------- | ---------------------- | ----------- |
| Bob Dylan        | Timothée Chalamet      |             |
| Pete Seeger      | Edward Norton          |             |
| Sylvie Russo     | Elle Fanning           |             |
| Joan Baez        | Monica Barbaro         |             |
| Johnny Cash      | Boyd Holbrook          |             |
| Albert Grossman  | Dan Fogler             |             |
| Alan Lomax       | Norbert Leo Butz       |             |
| Toshi Seeger     | Eriko Hatsune          |             |
| Jesse Moffette   | Big Bill Morganfield   |             |
| Bob Neuwirth     | Will Harrison          |             |
| Woody Guthrie    | Scoot McNairy          |             |
| Harold Leventhal | P. J. Byrne            |             |
| Theodore Bikel   | Michael Chernus        |             |
| Al Kooper        | Charlie Tahan          |             |
| Mark Spoelstra   | Ryan Harris Brown      |             |
| Mike Bloomfield  | Eli Brown              |             |
| Peter Yarrow     | Nick Pupo              |             |
| Becka            | Laura Kariuki          |             |
| Paul Stookey     | Stephen Carter Carlsen |             |
| Tom Wilson       | Eric Berryman          |             |
| John Hammond     | David Alan Basche      |             |
| Dave Van Ronk    | Joe Tippett            |             |
| Gerdes M.C.      | James Austin Johnson   |             |
| Maria Muldaur    | Kayli Carter           |             |
| Barbara Dane     | Sarah King             |             |
| Gena Russo       | Alaina Surgener        |             |
| Joe Boyd         | Will Price             |             |
| Brownie McGhee   | Joshua Henry           |             |
| CBS recepciós    | Molly Jobe             |             |

## A film készítése

### Előkészületek
2020 januárjában jelentették be, hogy James Mangold írja és rendezi a Bob Dylanről szóló életrajzi filmet, amelynek középpontjában az elektromos gitárra való áttérés körüli viták állnak; Timothée Chalamet fogja alakítani Dylant. Ebben az időben a filmet Going Electric címen futott. Októberben Phedon Papamichael operatőr kijelentette, hogy a folyamatban lévő COVID-19 világjárvány miatt a projekt megvalósítása kétségessé vált. Ennek ellenére Chalamet megtanult gitározni és szájharmonikázni, és a járvány idején Dylan kutatásával töltötte az idejét, meglátogatta Dylan egykori lakásait New Yorkban, és ez idő alatt konzultált Joel Coen rendezővel. Mangold többször találkozott Dylannel is a filmmel kapcsolatban, és azt állította, ő jegyzetelte a forgatókönyvet, miközben Chalamet-nek is adott feljegyzéseket. A kész forgatókönyv részben Elijah Wald Dylan Goes Electric! című könyvén, valamint Mangold Dylannel folytatott beszélgetésén alapult, és maga Dylan is hozzátett néhány sort és egy jelenetet a filmhez. Egy 2023. októberi interjúban Chalamet azt nyilatkozta, ugyanazzal az ének- és mozgásedzői csapattal dolgozik, amely Austin Butlerrel is dolgozott az Elvisben (2022) nyújtott alakításán.
2022 novemberében Chalamet kijelentette, hogy még mindig kötődik a filmhez, és aktívan készül rá, a projekt a megrekedés után ismét lendületbe jött. 2023 februárjában a film hivatalos címe A Complete Unknown lett, Mangold pedig az Indiana Jones és a sors tárcsája (2023) című filmmel kapcsolatos kötelezettségei után kezdett el dolgozni a projekten. Monica Barbaro áprilisban kezdte meg a végső tárgyalásokat Joan Baez megformálásáról. Májusban Elle Fanning kapta meg Sylvie Russo szerepét, aki Suze Rotolo karakterét alakítja, miközben Mangold bejelentette, hogy Benedict Cumberbatch fogja alakítani Pete Seegert a filmben. Barbaro is megerősítést kapott a szerepére, ének- és gitárórákat vett, hogy felkészüljön. Mangold júliusban kijelentette, a film nem feltétlenül Dylan-életrajzi filmként, hanem egy Robert Altman-féle csoportos-dráma formájában készül. Boyd Holbrook és Nick Offerman is csatlakozott a szereposztáshoz, bár Offerman-t később Norbert Leo Butz váltotta fel. Októberben P. J. Byrne-t jegyezték fel a stábba. Holbrook Johnny Cash szerepében tűnt fel, akinek élettörténetét korábban Mangold A nyughatatlan (2005) című filmben mutatta be Joaquin Phoenix alakításában; Mangold elismerte, Holbrookot a korábbi együttműködésük miatt választotta, és úgy érezte, hogy a film Cash életének egy másik oldalát is megmutathatja, mivel az előző életrajzi filmje a származásának történetére összpontosított. 2024 januárjában kiderült, hogy Edward Norton fogja alakítani Seeger szerepét, aki Cumberbatch helyére lépett, mert a színész ütemezési problémák miatt visszalépett. A további szereposztást márciusban jelentették be.

### Forgatás
2023 áprilisában Mangold kijelentette, hogy a forgatás valószínűleg 2023 augusztusában kezdődik New Yorkban és Montréalban, de a forgatást júliusban elhalasztották a 2023-as SAG-AFTRA sztrájk miatt. A forgatás a tervek szerint 2024 márciusának végén kezdődött újra, és New Jerseyben zajlott, a New Yorkban játszódó jeleneteket Jersey Cityben és Hobokenben vették fel. A forgatás március 16-án kezdődött, és június végén fejeződött be.
Norton elmondta, hogy a három hónapos forgatás alatt Chalamet „könyörtelenül” elmerült Dylan szerepében, nem beszélgetett barátaival vagy látogatókkal a forgatáson. Chalamet-et Mangold gyakran „Bob”-ként emlegette a forgatáson, és „Bob Dylan”-ként tüntették fel a forgatási hívólistán. Chalamet tartózkodott a mobiltelefon használatától, így teljesen beleélhette magát a karakterbe, modern zavaró tényezők nélkül.